# Premis Rosalía de Castro
Els premis Rosalía de Castro són guardons literaris que atorga cada 2 anys el PEN Clube de Galicia a autors pel conjunt de la seva obra. Es concedeixen a autors en 4 llengües: català, castellà, portuguès i basc. Els premis van néixer el 1996. Porten el nom de l'escriptora gallega Rosalía de Castro.

## Guardonats
| Edició | Any  | Català                      | Basc                  | Portuguès            | Castellà                   |        |
| ------ | ---- | --------------------------- | --------------------- | -------------------- | -------------------------- | ------ |
| I      | 1996 | Joan Perucho                | Bernardo Atxaga       | José Saramago        | Gonzalo Torrente Ballester | [ 2 ]  |
| II     | 1998 | Miquel de Palol             | Juan Mari Lekuona     | António Lobo Antunes | Manuel Vázquez Montalbán   | [ 3 ]  |
| III    | 2000 | Pere Gimferrer              | Anjel Lertxundi       | Sophia de Melo       | José Ángel Valente         | [ 4 ]  |
| IV     | 2002 | Ricard Salvat               | Felipe Juaristi       | Nélida Piñón         | Ernesto Sábato             | [ 5 ]  |
| V      | 2004 | Carme Riera                 | Ramón Saizarbitoria   | Rubem Fonseca        | Francisco Brines           | [ 6 ]  |
| VI     | 2006 | Josep Palau i Fabre         | Arantxa Urretabizkaia | Agustina Bessa-Luís  | Isabel Allende             | [ 7 ]  |
| VII    | 2008 | Joan Margarit               | Jon Kortazar          | Mia Couto            | Álvaro Mutis               | [ 8 ]  |
| VIII   | 2010 | Francesc Parcesisas         | Itxaro Borda          | Lêdo Ivo             | Antonio Gamoneda           | [ 9 ]  |
| IX     | 2012 | Enric Casasses              | Miren Agur Meabe      | José Viale Moutinho  | María Esther Vázquez       | [ 10 ] |
| X      | 2014 | Antoni Serra i Bauçà        | Kirmen Uribe          | Pepetela             | Claudia Piñeiro            | [ 11 ] |
| XI     | 2016 | Álex Susanna                | Mariasun Landa        | Dina Salústio        | Almudena Grandes           | [ 12 ] |
| XII    | 2018 | Sergi Belbel                | Harkaitz Cano         | Nuno Júdice          | Carmen Boullosa            | [ 13 ] |
| XIII   | 2020 | Marta Pessarrodona          | Unai Elorriaga        | Lídia Jorge          | Antonio Requeni            | [ 14 ] |
| XIV    | 2022 | Josep Maria Miró i Coromina | Leire Bilbao          | Odete Semedo         | José María Merino          | [ 15 ] |